# 霍里琼
霍里琼是奥地利布尔根兰州上普伦多夫县的一个市镇。总面积18.72平方公里，总人口2008人，人口密度107.3人/平方公里（2001年）。